# Anàlisi de la marxa

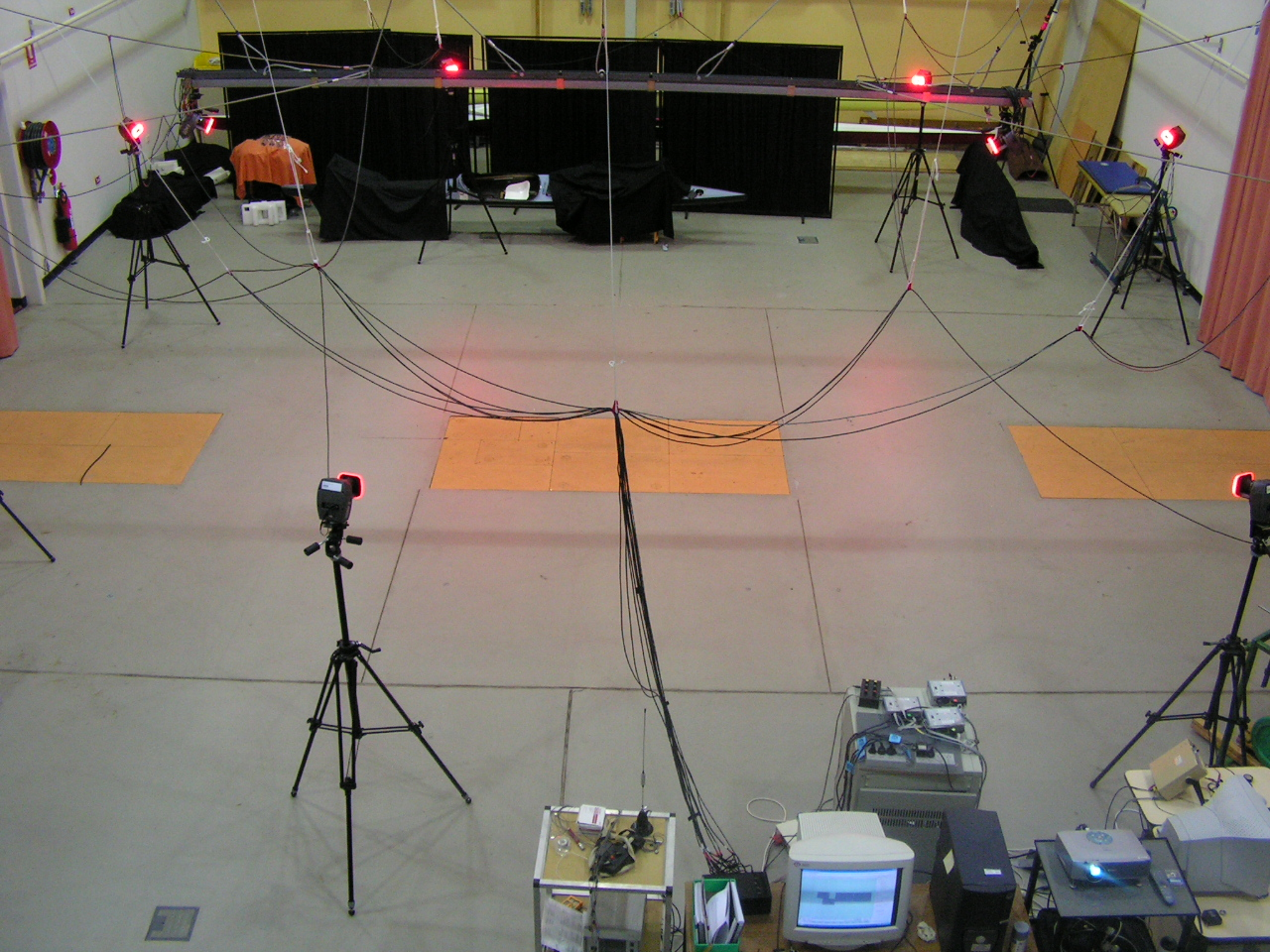
Laboratori d'anàlisis de la marxa.

L'anàlisi de la marxa és bàsicament l'estudi del moviment del cos humà. El procés consisteix a detectar i registrar els moviments humans per a una avaluació posterior d'aquesta informació. Una vegada que les dades es recullen, a continuació s'analitzen i, finalment, en cas que sigui necessari, es porta a terme una planificació d'un tractament.

## Història
Els pioners de la investigació científica sobre l'anàlisi de la marxa van ser Aristòtil a De Motu Animalium (Sobre la marxa dels Animals) i, més tard en 1680, Giovanni Alfonso Borelli, que també el va anomenar De Motu Animalium (I et II). A la dècada de 1890, l'anatomista alemany Christian Wilhelm Braun i Otto Fischer van publicar una sèrie de documents sobre la biomecànica de la marxa humana en condicions de càrrega i descàrrega.
Amb el desenvolupament de la fotografia, es va fer possible la captura de seqüències d'imatges que revelen detalls de la locomoció humana i animal, que no es noten en veure el moviment amb l'ull nu. Eadweard Muybridge i Marey Étienne-Jules van ser els pioners d'això a principi de 1900. Per exemple, va ser la fotografia que va revelar per primera vegada la seqüència detallada de la marxa del cavall «a galop», que sol estar mal representada en les pintures realitzades amb anterioritat a aquest descobriment.
Encara que les investigacions anteriors van ser fetes amb càmeres de pel·lícula, l'aplicació generalitzada d'anàlisi de la marxa es va iniciar a la dècada del 1970 amb l'habilitat de sistemes de camera de vídeo, que poden cursar els estudis detallats de cada un dels pacients dins de límits realistes de costos i temps. Van possibilitar l'estudi d'éssers humans que presenten patologies com paràlisi cerebral, malaltia de Parkinson i trastorns neuromusculars. El desenvolupament de règims de tractament, sovint en cirurgia ortopèdica, basats en els resultats d'anàlisi de la marxa, han avançat significativament a la dècada del 1980. Molts dels principals hospitals ortopèdics tenen ara laboratoris per realitzar aquests estudis que s'utilitzen tant per al disseny de plans de tractament com per al control de seguiment.
La disponibilitat d'ordinadors moderns amb la tecnologia per realitzar aquests estudis es va produir des de la fi de la dècada del 70 en laboratoris d'investigació de diversos hospitals, alguns a través de col·laboracions amb la indústria aeroespacial. Aviat va seguir el desenvolupament comercial, amb l'aparició de sistemes de moviment Vicon i BTS, i amb el màrqueting de sistemes d'anàlisi de la marxa a mitjan dècada de 1980.

## Procés i equips

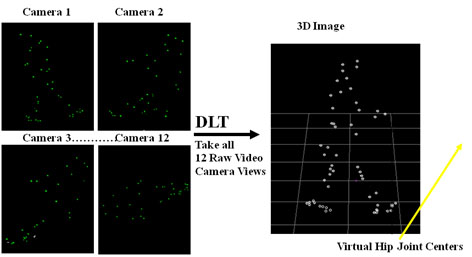
Adquisició d'informació de la posició dels marcadors en 2D gràcies a les càmeres de l'esquerra i de la dreta, aquesta combinació d'informació dona lloc a una imatge en 3D sobre la posició dels marcadors.

Un típic laboratori d'anàlisi de marxa té diverses càmeres (vídeo o infraroig) col·locades al voltant d'una passarel·la o una cinta rodant, que estan vinculats a un ordinador. El pacient té marcadors situats en diversos punts de referència del cos (per exemple, les espines ilíaques de la pelvis, el mal·lèol del turmell, i els còndils del genoll), o grups de marcadors aplicats a la meitat dels segments corporals. El pacient camina per la passarel·la o la cinta rodant i l'ordinador calcula la trajectòria de cada marcador en tres dimensions. Un model s'aplica per calcular el moviment dels ossos subjacents. Això li dona un desglossament complet del moviment de cada articulació.
Per calcular la cinètica de moviment, la majoria dels laboratoris tenen muntat a terra transductors de càrrega, també conegut com a plataformes de força, que mesuren les forces de reacció del sòl i els moments, incloent la magnitud, la direcció i la ubicació (anomenat centre de pressió). La distribució espacial de les forces també es pot mesurar amb equips pedobarogràfics. En sumar això a la dinàmica coneguda de cada segment del cos, permet la solució d'equacions de Newton-Euler de moviment, i es poden mesurar les forces netes i els moments de la força neta sobre cada conjunt en totes les etapes del cicle de marxa. Aquest mètode de càlcul es coneix com la dinàmica inversa.
Aquest ús de la cinètica, però, no es tradueix en informació dels músculs individuals, sinó per grups de músculs, com els extensors o flexors de l'extremitat. Per detectar l'activitat i la contribució dels músculs individuals en el moviment, és necessari investigar la seva activitat elèctrica. Molts laboratoris també utilitzen elèctrodes de superfície adherides a la pell per detectar l'activitat elèctrica o un electromiograma (EMG) de, per exemple, els músculs de la cama. D'aquesta manera, és possible investigar els temps d'activació dels músculs i, en certa manera, la magnitud de la seva activació, per tant avaluar la seva contribució a la marxa. Les desviacions dels patrons normals de cinemàtica, cinètica, o EMG s'utilitzen per diagnosticar patologies específiques, predir el resultat dels tractaments, o per determinar l'eficàcia dels programes de capacitació.

## Factors i paràmetres
El procés de deambulació està modulat o modificat per molts factors, i els canvis que imprimeixen en el patró de marxa habitual poden ser transitoris o permanents. Els factors poden ser de diversos tipus:
- Extrínsecs: hi ha diversos factors extrínsecs, com ara el terreny, el calçat, la vestimenta, transport de càrrega.
- Intrínsecs: els factors intrínsecs són sexe (home i dona), pes, alçada, edat, etc.
- Físics: els factors físics es tracta de, per exemple, el pes, la talla, la constitució física.
- Psicològics: els factors psicològics són del tipus la personalitat, les emocions...
- Fisiològics: quan es parla de factors fisiològics es tracta de característiques antropomètriques.
- Patològics: els factors patològics poden ser, per exemple, traumatismes, patologies neurològiques, musculo esquelètica, trastorns psiquiàtrics...

Els paràmetres que es mesuren per a l'anàlisi de la marxa són:
- Longitud del pas.
- Longitud de la gambada.
- Cadència.
- Velocitat.
- Base dinàmica.
- Línia de progressió.
- Angle del peu.

## Tècniques
L'estudi comprèn la introducció i anàlisi de paràmetres mesurables, així com la interpretació, és a dir, arribar a conclusions diferents sobre la persona (salut, edat, mida, pes, velocitat, etc) a partir de la seva marxa.
L'analisi temporal/espacial consisteix en el càlcul de la velocitat, la longitud de la cadència, ritme de marxa, etc. Aquestes mesures es porten a terme mitjançant cronòmetre, marques a terra i marxa en una catifa de pressió.
L'anàlisi de la marxa també consisteix en el mesurament del moviment del cos en l'espai (cinemàtica), i les forces que intervenen en la producció d'aquests moviments (cinètica). La cinemàtica es pot gravar utilitzant una varietat de sistemes i metodologies:
- Cronofotografia és el mètode més bàsic per a la gravació de moviment. Utilitza llums estroboscòpics en una determinada freqüència. Aquesta tècnica s'ha utilitzat en el passat per ajudar en l'anàlisi de la marxa en una sola imatge fotogràfica.[2][3]
- Pel·lícules de cinema o enregistrament de vídeo utilitzant imatges d'arxiu de càmeres individuals o múltiples, es poden utilitzar per mesurar l'angle de les articulacions i les velocitats. Aquest mètode s'ha vist afavorit pel desenvolupament de programari d'anàlisi que simplifica enormement el procés d'anàlisi i el permet en tres dimensions en lloc de només dues dimensions.

- Els sistemes de marcadors passius, utilitzant marcadors reflectors (generalment boles reflexives), permet un mesurament molt precís dels moviments amb diverses càmeres (típicament 5-12 càmeres), simultàniament. Les càmeres utilitzen flash d'alta potència (en general de color vermell, proper a l'infraroig) amb filtres combinats per registrar la reflexió dels marcadors col·locats al cos (punts biomètrics). Els marcadors es troben en punts de referència anatòmics palpables. Basats en l'angle i temps de retard entre el senyal original i la reflectida, la triangulació de la marca en l'espai és possible. El programari s'utilitza per crear trajectòries en tres dimensions a partir d'aquests marcadors que, posteriorment, dona les etiquetes d'identificació. Un model d'ordinador s'utilitza per calcular els angles de les articulacions de les posicions relatives del marcador de la trajectòria marcada.[4] També s'utilitzen per capturar el moviment en la indústria del cinema.[5]

- Els sistemes de marcadors actius són similars al sistema de marcadors passiu però utilitzen marcadors actius. Aquests marcadors són provocats per l'entrada del senyal d'infrarojos, i responen enviant un senyal corresponent pel seu compte. Aquest senyal s'utilitza per triangular la ubicació del marcador. L'avantatge d'aquest sistema respecte al passiu és que els marcadors individuals treballen en freqüències predefinides i, per tant, tenen la seva pròpia "identitat". Això vol dir que no cal post-processament d'ubicació de marcadors, però els sistemes tendeixen a ser menys tolerants per als marcadors fora de la vista dels sistemes passius.

- Sistemes inercial (sense càmera) estan basats en sensors MEMS inercials, models biomecànics, i els algoritmes de fusió de sensors. Aquests sistemes de cos sencer o parcial, es poden utilitzar en interiors i a l'aire lliure, independentment de les condicions d'il·luminació.[6][7]

L'electromiografia consisteix en l'estudi dels patrons d'activitat muscular durant la marxa.

## Aplicacions

### Diagnòstic mèdic
En aquest cas l'anàlisi de la marxa és útil per avaluar, planificar i tractar persones amb condicions que afecten la seva capacitat per caminar. La marxa patològica pot reflectir les compensacions per patologies de base, o ser responsable de la causa dels símptomes en si mateix. Pacients amb paràlisi cerebral i amb ictus són els més freqüents en els laboratoris de la marxa. L'estudi permet diagnosticar i plantejar estratègies d'intervenció a realitzar, per permetre futurs desenvolupaments en enginyeria de rehabilitació.
A part de les aplicacions clíniques, és també d'ús general en la biomecànica esportiva per ajudar a atletes a optimitzar i millorar el rendiment atlètic, i per identificar la postura relacionada o problemes relacionats amb el moviment en persones amb lesions.

### La identificació biomètrica i ciència forense
Es pot utilitzar com un identificador biomètric per identificar les persones individuals. Els paràmetres s'agrupen en espaciotemporal (longitud del pas, amplada de pas, la velocitat en caminar, el temps de cicle) i cinemàtics (articulació de rotació del maluc, el genoll i el turmell, la mitjana d'angle de les articulacions del maluc / genoll / turmell i cuixa / tronc / angle del peu). Hi ha una alta correlació entre la longitud del pas i l'altura d'una persona. També pot utilitzar-se com l'autenticació de dispositius electrònics portàtils. També, per a les investigacions de relliscades i caigudes, es pot mesurar la superfície de resistència al lliscament, i pot ser analitzada per determinar si es troba per sobre o per sota dels nivells acceptats del llindar de lliscament.
El mesurador d'angles "XL slip meter", també conegut com a VIT (Tribòmetre d'incidència variable) és un portàtil d'avantguarda "eslip tester", que està dissenyat per avaluar el coeficient de fricció o «índex de lliscament» en diferents superfícies per caminar, el nivell o pendent (fins i tot passos), en sec i en humitat (o no contaminats) mitjançant la imitació de certs paràmetres biomecànics de vianants. Les mesures objectives que poden ser analitzades i comparades amb les forces normals per caminar i estàndards de la indústria respecte a la resistència del terra antilliscant.

## Videos relacionats
- Vídeo explicatiu del concepte anàlisi de la marxa i exemple pràctic.[13]
- Vídeo explicatiu de com es porta a terme l'anàlisi de la marxa.[14]
- Vídeo explicatiu de com i per què, l'empresa Currex, realitza l'anàlisi de la marxa als seus clients.[15]
- Vídeo exemple de la lectura de l'anàlisi de la pressió dels peus en moure un subjecte.[16]
- Vídeo exemple del moviment que realitzen els músculs del cos quan es camina.[17]
- Exemple de les diferents gràfiques obtingudes del analysis de moviment mitjançant Animazoo Motion Capture.[18]